# Leftism
Leftism è un album in studio del duo inglese Leftfield, pubblicato nel 1995 dalla Columbia.

## Il disco
Caratterizzato da uno spirito fortemente "rock" e spesso citato come album "progressive house", Leftism spazia fra influenze techno, breakbeat, dub, drum and bass e musica d'atmosfera. Qualcuno cita Leftism come il primo album di "techno per non ballerini". Le tracce dell'album hanno visto la partecipazione di numerosi ospiti quali Papa Dee (che canta in Release the Pressure e Afro Left) e John Lydon (partecipe in Open Up, che ha goduto di un buon successo in Inghilterra).

## Tracce
Musiche di Leftfield.
1. Release The Pressure – 7:39 (voci di Earl Sixteen, Papa Dee)
2. Afro-Left – 7:33 (voce di Papa Dee)
3. Melt – 5:13
4. Song Of Life – 7:01 (voce di Toni Halliday)
5. Original – 6:22
6. Black Flute – 3:46
7. Space Shanty – 7:15
8. Inspection (Check One) – 6:29 (voce di Danny Red)
9. Storm 3000 – 5:43
10. Open Up – 6:52 (voce di John Lydon)
11. 21st Century Poem – 5:45 (voce di Lemn Sissay)